# Bahnhof Geldermalsen
Der Bahnhof Geldermalsen ist ein Kreuzungsbahnhof in Geldermalsen in der Gemeinde West Betuwe, die sich im Südwesten der Provinz Gelderland befindet. Er liegt an den Bahnstrecken Utrecht–Boxtel sowie Elst–Dordrecht und ist ein zentraler Knotenpunkt im interprovinzialen Schienenpersonennahverkehr.

## Geschichte

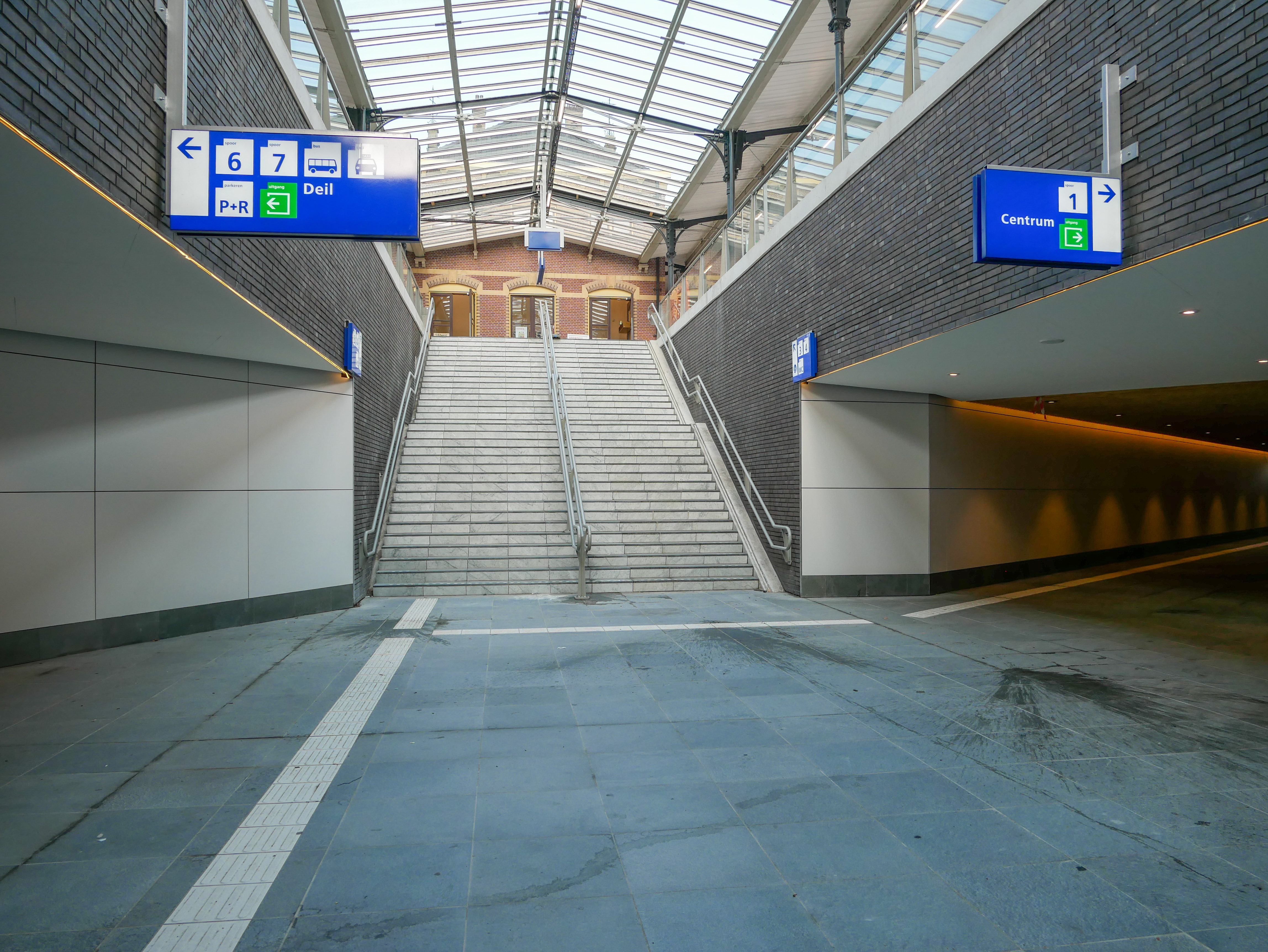
Der neue Fußgängertunnel aus dem Jahr 2021

Im Jahre 1967 begann der Bau des Bahnhofsgebäudes, welcher mit der Eröffnung des Bahnhofes am 1. November 1868 abgeschlossen wurde. Die Eröffnung fand zeitgleich mit der Inbetriebnahme des Streckenabschnittes Utrecht–Waardenburg der Bahnstrecke Utrecht–Boxtel statt. Der von Karel Hendrik van Brederode entworfene Bau wurde im Auftrag der Staatsspoorwegen errichtet und umfasste einen Risalit sowie zwei kurze, gleich hohe Flügel auf. Der Anschluss an die Bahnstrecke Elst–Dordrecht erfolgte am 1. November 1882. Das erste Bahnhofsgebäude wurde bereits 1884 wieder geschlossen und im Jahr 1886 durch einen Neubau des Architekten Marinus Antoine van Wadenoijen im Stil der Neorenaissance ersetzt. Das als Inselbahnhof angelegte Gebäude ist an allen Seiten von Vordächern umgeben. Der mittlere Teil umfasst zweieinhalb Stockwerke, die asymmetrisch gebauten Seitenflügel sind eineinhalb Stockwerke hoch. Am 20. Oktober 2003 wurde die Bahnhofsanlage als Rijksmonument in das Register des Rijksdienst voor het Cultureel Erfgoed aufgenommen.

## Zukunft
In der Zukunft soll der Bahnhof Geldermalsen ausgebaut werden. Die Maßnahme ist aufgrund des zunehmenden Personenverkehrs zwischen den Bahnhöfen Amsterdam Centraal und Eindhoven Centraal notwendig geworden. Das Eisenbahninfrastrukturunternehmen ProRail plant, eine zusätzliche, dritte Spur für den Betrieb auf der MerwedeLingelijn anzulegen, sodass die Züge fortan nicht mehr die Gleise der Bahnstrecke Utrecht–Boxtel kreuzen müssen. Darüber hinaus sollen die Bahnsteige verbreitert werden und die Streitfrage um die Fußgängerbrücke, die indes zu klein geworden ist, durch einen Tunnelneubau gelöst werden. Nördlich des Bahnhofes sollen zudem drei Bahnübergänge durch neue Unterführungen, die von Autos, Fußgänger und Radfahrer genutzt werden sollen, ersetzt werden. Seit 2019 sind die Bauarbeiten im Gange und sollen bis 2021 fertiggestellt werden. Das Projekt ist Teil des Programma Hoogfrequent Spoorvervoer, einer Initiative des Ministerie van Infrastructuur en Waterstaat, soll 146 Millionen Euro beanspruchen und wird von ProRail sowie den Nederlandse Spoorwegen und von KNV ausgearbeitet.

## Streckenverbindungen
Im Jahresfahrplan 2022 halten folgende Linien am Bahnhof Geldermalsen:
| Zugtyp            | Linienverlauf                                                      | Frequenz                                        |
| ----------------- | ------------------------------------------------------------------ | ----------------------------------------------- |
| Sprinter          | Utrecht Centraal – Geldermalsen – ’s-Hertogenbosch                 | halbstündlich                                   |
| Sprinter          | Den Haag Centraal – Gouda – Utrecht Centraal – Geldermalsen – Tiel | halbstündlich                                   |
| Stoptrein (Qbuzz) | Dordrecht – Gorinchem – Geldermalsen                               | halbstündlich; Teil des Verkehrskonzeptes R-net |